# Omiécourt
Omiécourt era una comuna francesa situada en el departamento de Somme, de la región de Alta Francia, que el 1 de enero de 2017 pasó a ser una comuna delegada de la comuna nueva de Hypercourt al fusionarse con las comunas de Hyencourt-le-Grand y Pertain.

## Demografía
| Gráfica de evolución demográfica de Omiècourt entre 1800 y 2014 |
|                                                                 |

Los datos demográficos contemplados en este gráfico de la comuna de Omiécourt se han cogido de 1800 a 1999 de la página francesa EHESS/Cassini, y los demás datos de la página del INSEE.